# Wilhelm Keitel

Keitel podpisujący kapitulację Wehrmachtu

Wilhelm Bodewin Johann Gustav Keitel (ur. 22 września 1882 w Helmscherode pod Bad Gandersheim, zm. 16 października 1946 w Norymberdze) – niemiecki feldmarszałek, uczestnik I i II wojny światowej, zbrodniarz nazistowski.

## Życiorys
Urodził się w rodzinie posiadaczy ziemskich z Brunszwiku. Wstąpił w 1901 do artylerii polowej wojsk pruskich Armii Cesarstwa Niemieckiego. Brał udział w I wojnie światowej, początkowo jako oficer frontowy, a od 1916 roku w sztabie pułku. Jako dowódca baterii zasłynął odważną postawą podczas walk na froncie francuskim.
Po zakończeniu I wojny piął się w górę po szczeblach w Reichswehrze. W latach 1926–1933 dowodził wydziałem organizacyjnym Sztabu Generalnego Reichswehry (Truppenamt, urzędem podległym Ministerstwu Obrony, pełniącym rolę sztabu generalnego armii niemieckiej, którego istnienie zakazane zostało na mocy traktatu wersalskiego). Od 1935 roku był szefem Zarządu Ogólnego Wehrmachtu w ministerstwie wojny, a w lutym 1938, mianowany przez Adolfa Hitlera, został szefem Naczelnego Dowództwa Wehrmachtu (OKW). Brał udział w przygotowywaniu większości najważniejszych działań wojennych, m.in. planowaniu agresji na Polskę w roku 1939. 22 czerwca 1940 roku osobiście prowadził negocjacje na temat zawieszenia broni w wojnie z Francją i podpisał rozejm w Compiègne.
Keitel, od lipca 1940 feldmarszałek, był odpowiedzialny za liczne zbrodnie wojenne Wehrmachtu jako absolutnie posłuszny wykonawca rozkazów Adolfa Hitlera i jeden z jego najbliższych współpracowników, uważający nazistowskiego dyktatora za geniusza militarnego. Keitel był człowiekiem nerwowym, o ograniczonej inteligencji i podatnym na manipulację. Hitler cenił go jednak za pracowitość, entuzjazm i bezwarunkowe posłuszeństwo. To jednak powodowało, że koledzy przezywali go Lakeitel (lokaj Keitel). Keitel podpisał m.in. rozkazy dotyczące traktowania jeńców radzieckich oraz Rosjan na terenach okupowanych (6 czerwca 1941 roku podpisał tzw. Kommissarbefehl, czyli rozkaz rozstrzeliwania radzieckich komisarzy). 7 grudnia 1941 podpisał też specjalny dekret Adolfa Hitlera o nazwie Nacht und Nebel, nakazujący represje (aresztowania i umieszczania w obozach koncentracyjnych) członków opozycji antyhitlerowskiej działających w okupowanych państwach Europy Zachodniej; w wyniku akcji wymordowano ok. 7000 osób.

## Upadek
8 maja 1945 roku podpisał w Berlinie akt bezwarunkowej kapitulacji niemieckich sił zbrojnych, po czym został aresztowany 13 maja 1945 i osądzony przez Międzynarodowy Trybunał Wojskowy w Norymberdze. Keitel stawił się na proces w błękitnym garniturze, prosząc o rozpatrzenie faktu, iż próbował złagodzić rozkazy wydawane przez Adolfa Hitlera. Na pytanie, czy czuje się winnym, odpowiedział przecząco; wyjaśniał swój wkład w II wojnę światową tym, że jak każdy żołnierz musiał wykonywać rozkazy. Gdy odczytano wyrok skazujący Keitla, ten stał sztywno, nie okazując żadnej reakcji emocjonalnej.
Trybunał uznał Keitla za winnego wszystkich czterech stawianych mu zarzutów (podżeganie i przygotowanie wojny, dokonanie zbrodni przeciwko pokojowi, dokonanie zbrodni wojennych, dokonanie zbrodni przeciwko ludzkości), za co w październiku 1946 roku został skazany na karę śmierci przez powieszenie.
Keitel prosił później o zamianę sposobu wykonania wyroku na rozstrzelanie, Sojusznicza Rada Kontroli Niemiec odrzuciła jednak prośbę. Oczekując na wykonanie wyroku śmierci, napisał autobiografię (wydanie polskie pt. W służbie aż do klęski). Wyrok wykonano 16 października 1946 roku.

## Wilhelm Keitel w filmie
Postać Wilhelma Keitla występuje w filmach: Hitler – ostatnie 10 dni z 1973 r., gdzie jego rolę zagrał Gabriele Ferzetti, a także Epilog norymberski z 1970 r. w reżyserii Jerzego Antczaka, gdzie grał go Tadeusz Białoszczyński.